# Nicolás González (Fußballspieler, 1997)
Daniel Nicolás González Álvarez (* 23. Juni 1997 in Montevideo) ist ein uruguayischer Fußballspieler.

## Karriere
Der 1,83 Meter große Offensivakteur González spielte seit 2011 für die Nachwuchsmannschaften des Club Atlético Cerro. Am 30. August 2016 debütierte er dort bei den Profis in der Primera División, als er von Trainer José Puente am 1. Spieltag der Spielzeit 2016 beim 1:0-Auswärtssieg gegen Centro Atlético Fénix in der 8. Minute der Nachspielzeit und somit in der 98. Spielminute für Facundo Peraza eingewechselt wurde. Während der Saison 2016 kam er siebenmal (kein Tor) in der Liga zum Einsatz.